# Александра Дулгеру
Александра Дулгеру (рум. Alexandra Dulgheru - рођена 30. мајa 1989) је румунска професионална тенисерка. Најбољи пласман у каријери је постигла 23. августа 2010, када је била 27, а њен најбољи пласман у дублу је био светски број 68. Тренутно је тренира Данијел Добре.

## Каријера
Почела је да игра тенис са 4. године. Њен најбољи јуниорски резултат био је на Вимблдону 2006., где је била поражена у четвртфиналу од Тамире Пашек са 4-6, 4-6. Она је, такође те године, дошла до финала дубла са Кристином Антонијчук. Оне су изгубиле од Алисе Клејбанове и Анастасије Павличенкове са 1-6, 2-6. У априлу 2009, она је на турниру у Монзону ($75,000) дошла до финала где је изгубила од Кимико Дате Крум. После две недеље, она је освојила турнир у Барију вредан 25.000 долара, где је поразила Сандру Захлавову у финалу.

### 2009
Она је свој ВТА деби направила као квалификант на турниру у Варшави 2009. Она се победом над земљакињом Агнеш Сатмари 6-3, 6-4 у првом колу пласирала у друго коло у ком је са 6-4, 6-3 победила тада 44. тенисерку света Сару Ерани и пласирала се у четвртфинале.
Она је пласман у полуфинале направила након што је победила казахстанску тенисерку Галину Воскобоеву са 6-1, 7-5. У полуфиналу, она је победила бивши светски број 5, Данијелу Хантухову са 6-4 6-7, 6-1 и пласирала се у своје прво ВТА финале, где је поразила Алону Бондаренко са 7-6, 3-6, 6-0 и освојила прву ВТА титулу.
Њен следећи турнир је био Праг Опен, где је изгубила у првом колу од Карле Суарез Наваро. У Бад Гастеину Александра је претрпела још један пораз у првом колу од 4. носиоца Ивете Бенешове
У августу 2009 направила је њен деби на гренд слем турнирима, на ЈуЕс Опену 2009, где је изгубила у првом колу до 8. носиоца Викторије Азаренке.
На турниру у Линцу је победила у првом колу Сибиле Бамер у два сета, а онда је изгубила у другом колу од 3. носиоца и касније шампионке Јанине Викмајер. Викмајерова ју је такође победила и у првом колу турнира у Луксембургу.

### 2010
На првом гренд слему u години, Аустралијен Опену, Александра је играла и сингл и дубл, а ово је био њен први наступ у Мелбурну. У синглу је изгубила у првом колу квалификација од Белгијанке Јанине Викмајер у три сета 6-1, 5-7, 8-10, након спектакуларног меча. У дублу је играла са земљакињом Едином Галовиц. Оне су изгубили у првом колу од америчко-чешког тима, Карли Гуликсон - Владимира Углиржова у три сета: 3-6, 6-3, 3-6.
Први врхунац године био је на Барселона Опену, где је Александра стигла до полуфинала. Она је на путу до полуфинала победила именима као што су: Сара Ерани, Аранча Пара Сантонха, али је у полуфиналу изгубила од италијанке Роберте Винчи у три сета, 7-6, 1-6, 2-6.
Дулгеру је своју прву победу против играчице у Топ 10 остварила на Италија Опену против светког броја 3. Динаре Сафине са 6-4, 6-7, 6-1. У трећем колу, изгубила је од тада 19. тенисерке света, Нађе Петрове са 6-0, 3-6, 6-2.
На Мутуа Мадрилењи 2010. победила је, светски бр.6 Јелену Дементјеву у другом колу, са 6-1, 3-6, 7-5 и тако остварила своју другу победу против играчице у Топ 10. У трећем колу је изгубила од 30. играчице света, Луције Шафарове са 6-7, 6-1, 7-6.

## Статистике у каријери

### ВТА појединачна финала (2–0)
| Легенда: Од 2009.              |
| ------------------------------ |
| Гренд слем турнири (0–0)       |
| Завршна првенства сезоне (0–0) |
| Обавезни Премијер (0–0)        |
| Премијер 5 (0–0)               |
| Премијер (2–0)                 |
| Међународни (0–0)              |

| Исход  | Бр. | Датум         | Турнир       | Локација        | Подлога | Противница       | Резултат         |
| Победа | 1.  | 23. мај 2009. | Варшава Опен | Варшава, Пољска | Шљака   | Аљона Бондаренко | 7–6(3), 3–6, 6–0 |
| Победа | 2.  | 22. мај 2010. | Варшава Опен | Варшава, Пољска | Шљака   | Ђе Џенг          | 6–3, 6–4         |

### ВТА финала у паровима (0–1)
| Легенда: Од 2009.              |
| ------------------------------ |
| Гренд слем турнири (0–0)       |
| Завршна првенства сезоне (0–0) |
| Обавезни Премијер (0–0)        |
| Премијер 5 (0–0)               |
| Премијер (0–0)                 |
| Међународни (0–1)              |

| Исход | Бр. | Датум             | Турнир       | Локација            | Подлога | Партнерка            | Противница                      | Резултат |
| Пораз | 1.  | 25. октобар 2010. | Ташкент Опен | Ташкент, Узбекистан | Тврда   | Магдалена Рибарикова | Александра Панова Татјана Пучек | 3–6, 4–6 |